# Melkovita
La melkovita és un mineral de la classe dels fosfats que pertany al grup de la mendozavilita. Rep el nom en honor del professor Vyacheslav Gavrilovich Melkov (1911–1991), mineralogista rus especialitzat en minerals d'urani.

## Característiques
La melkovita és un molibdat de fórmula química [Ca₂(H₂O)15Ca(H₂O)₆][Mo₈P₂Fe3+₃O36(OH)]. Es tracta d'una espècie aprovada per l'Associació Mineralògica Internacional, i publicada per primera vegada el 1969. Cristal·litza en el sistema monoclínic. La seva duresa a l'escala de Mohs és 3.
Segons la classificació de Nickel-Strunz, la melkovita pertany a «08.DM - Fosfats, etc. amb cations de mida mitjana i gran, (OH, etc.):RO₄ > 2:1» juntament amb els següents minerals: morinita, esperanzaïta, clinotirolita, tirolita, betpakdalita-CaCa, betpakdalita-NaCa, fosfovanadilita-Ba, fosfovanadilita-Ca, yukonita, uduminelita, delvauxita i santafeïta.
L'exemplar que va servir per a determinar l'espècie, el que es coneix com a material tipus, es troba conservat al Museu Mineralògic de l'Acadèmia de Ciències de Rússia, a Moscou.

## Formació i jaciments
Es va descriure per primera vegada al dipòsit d'urani i molibdè de la serralada Shunak, a prop de l'estació de tren de Mointy (Província de Kharagandí, Kazakhstan). També ha estat descrita a Austràlia, Xile i Itàlia.